# سفارة البرازيل في كندا
سفارة البرازيل في كندا هي أرفع تمثيل دبلوماسي لدولة البرازيل لدى كندا. تقع السفارة في أونتاريو وهي تهدف لتعزيز المصالح البرازيلية في كندا.

## وصلات خارجية
- قائمة سفارات البرازيل
- قائمة السفارات في كندا